# Усть-Джилинда
Усть-Джилинда (рос. Усть-Джилинда) — селище Баунтовського евенкійського району, Бурятії Росії. Входить до складу Сільського поселення Усть-Джилиндинське.
Населення — 307 осіб (2015 рік).